# ジョゼ・ジョアキム・ジ・カルヴァーリョ
ゼカ（Zeca）ことジョゼ・ジョアキム・ジ・カルヴァーリョ（ポルトガル語: José Joaquim de Carvalho、1997年3月6日 - ）は、ブラジルのサッカー選手。山東泰山足球倶楽部所属。ポジションはFW。
Kリーグ時代の登録名はジェカ（ハングル: 제카）。

## クラブ歴
サルヴァドール出身で、地元のECバイーアの下部組織出身。2016年にECイピランガに期限付き移籍し選手となった。
2017年にECヴィトーリアの下部組織に移籍したが、同年にボアヴィスタFCに移籍、リザーブチームに所属した。
2019年にゴイアスECに移籍。当初はU-23チームの所属であったが、翌年にトップチームに昇格、8月12日の試合でヴィニシウス・ロペスに代わってカンピオナート・ブラジレイロ・セリエAに出場し選手初出場を記録した。その後同年中はカンピオナート・ブラジレイロ・セリエCのクリシューマECに期限付き移籍した。
2021年2月17日にカンピオナート・ブラジレイロ・セリエCのオエステFCに移籍。レギュラーとして活躍していた所、9月29日にカンピオナート・ブラジレイロ・セリエBのロンドリーナECに引き抜かれ、残留に貢献した。
2021年12月31日にミラソウFCに完全移籍、翌年3月27日に大邱FCに年末までの期限付き移籍で加入した。